# Garrett Morgan
Garrett Augustus Morgan (ur. 4 marca 1877 w Paris w Kentucky, zm. 27 sierpnia 1963 w Cleveland w Ohio) – amerykański wynalazca i przedsiębiorca, twórca sygnalizacji świetlnej.

## Życiorys
Urodził się w 1877 roku w Paris w stanie Kentucky w rodzinie byłych niewolników. Dzieciństwo spędził na rodzinnej farmie, gdzie uczył się i pracował, pomagając rodzinie. Następnie przeniósł się do Cincinnati oraz Cleveland, gdzie pracował jako mechanik, a następnie w 1907 roku otworzył własny punkt napraw i sprzedaży maszyn do szycia. W 1920 roku założył gazetę Clevelend Call, co pozwoliło mu się wzbogacić, a nawet kupić samochód. Obserwując ruch na ulicach miasta wpadł na pomysł opanowania chaosu poprzez wprowadzenie na skrzyżowaniach sygnalizacji.
Sygnalizator składał się ze słupka w kształcie litery T, z ramionami jak w semaforze w kolorach czerwonym i zielonym. W 1923 roku w Stanach Zjednoczonych oraz Wielkiej Brytanii uzyskał patent na ten wynalazek. Pomysł rozwinęła General Electric, odkupując patent za 40 tysięcy dolarów.
Morgan był także pomysłodawcą elektrycznego grzebienia do układania włosów, zestawu do nakładania farby na włosy oraz hełmu połączonego z maską przeciwgazową.